# Sunargaon
Sunargaon (সোনারগাঁও) je městečko v Bangladéši, nedaleko města Narayanganj. V 16. století, za vlády Isa Chána bylo hlavním městem Bengálska.

Významné postavení město zaujímalo už ve 14. století, kdy jej navštívil Ibn Battúta. Ve 30. letech 15. století do města připlula jedna z eskader loďstva Čeng Chea.

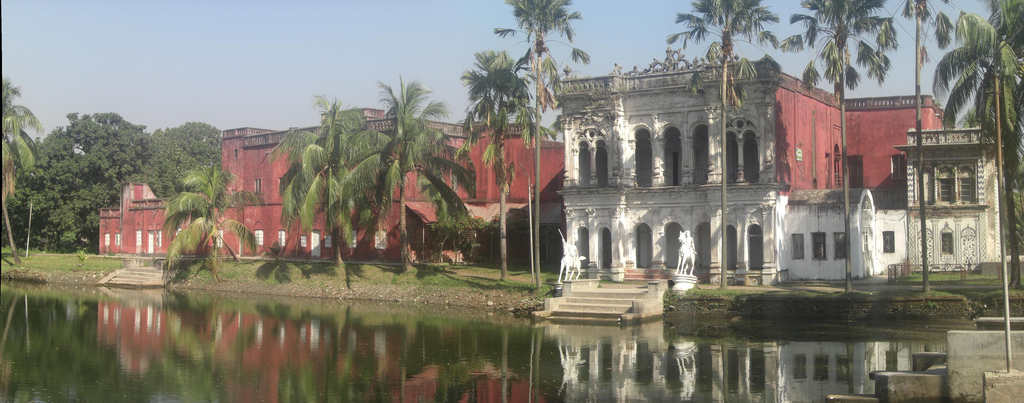
Lok Shilpa Jadughar (Muzeum lidového umění) v Sunargaonu